# Agapanthia japonica
Agapanthia japonica är en skalbaggsart som beskrevs av Tadao Kano 1933. Agapanthia japonica ingår i släktet Agapanthia och familjen långhorningar. Inga underarter finns listade i Catalogue of Life.